# Герхард Планкенштайнер
Герхард Планкенштайнер (нім. Gerhard Plankensteiner; *8 квітня 1971, м. Віпітено, Італія) — італійський саночник  австрійського походження, який виступає в санному спорті на професійному рівні з 1989 року. Титулований ветеран команди, дебютував в національній команді, як учасник зимових Олімпійських ігор в 1992 році, здобувши одразу 11 місце в одиночних змаганнях, в 1998 році посів уже з парних змаганнях 6 місце, а в 2002 році в Солт Лейк Сіті - 7 місце, в 2006 році вони з напарником здобули бронзові нагороди, а в 2010 році в Ванкувері посіли 9 місце в парному розряді. Входить до числа 10 найкращих саночників світу, а в парному розряді виступає разом з саночником Освальдом Газельрідером також добивався численних нагород на світових форумах саночників.